# Cảng Bắc
Cảng Bắc (chữ Hán giản thể: 港北区, bính âm: Gǎngběi Qū, âm Hán Việt: Cảng Bắc khu) là một quận thuộc địa cấp thị Quý Cảng, khu tự trị dân tộc Choang Quảng Tây, Cộng hòa Nhân dân Trung Hoa. Quận Cảng Bắc có diện tích 1092 km², dân số năm 2002 là 570.000 người. Về mặt hành chính, quận Cảng Bắc được chia thành 1 nhai đạo: Quý Thành, 5 trấn: Cảng Thành, Đại Vu, Khánh Phong, Căn Trúc, Vũ Lạc và 2 hương: Trung Lý, Kỳ Thạch. Tổng cộng có 125 thôn hành chính, 7 nhai.